# Francois Vergult
Francois Vergult (1893 – ?) byl belgický reprezentační hokejový brankář.
V roce 1920 byl členem Belgického hokejové týmu, který skončil sedmý na zimních olympijských hrách.